# (26376) Roborosa
(26376) Roborosa (1999 EB3) – planetoida z pasa głównego asteroid okrążająca Słońce w ciągu 4,59 lat w średniej odległości 2,76 j.a. Odkryta 11 marca 1999 roku.